# Pandem Kodi
Pandem Kodi (tłumaczenie: "Walczący kogut") to indyjski film akcji z wątkiem miłosnym, piosenkami, tańcami i walkami zrealizowany w języku tamilskim w ramach Kollywoodu. Akcja filmu rozgrywa się w Ćennaj i na prowincji w stanie Tamil Nadu. W rolach głównych młodzi aktorzy Vishal i Meera Jasmine. Tematem filmu jest sparaliżowanie miasta strachem przed gangsterem, sprzeciw głównego bohatera wobec przemocy, walka z nią. Film przedstawia motywy zemsty i pierwszej miłości.

## Fabuła
Ćennaj. Ostatnie egzaminy studenckie. Wracający do domu Karthik zaprasza do swojej rodziny przyjaciela ze studiów Balu. W Annathapur Balu doświadcza miłości i przemocy. Zakochuje się w siostrze Karthika, zuchwałej, pięknej Hemie i jest świadkiem zabijania ludzi. Miasto paraliżuje strach przed gangsterem Kaasi, któremu nikt nie ma odwagi się przeciwstawić. Balu nie wytrzymuje. Broni atakowanego przez Kaasi człowieka. Pobity na oczach tłumu gangster chce zemsty...

## Obsada
- Vishal – Balu
- Sumarn Shetty – Khartik, przyjaciel Balu
- Meera Jasmine – Hema
- Lal – Kasi
- Rajkiran – Durai, ojciec Balu
- Karupusamy

## Piosenki
1. Endhama Jariginadhi
2. Gumthalakadi Gabba
3. Oni Vesina Deepawali
4. Sirulekurishe Bomi
5. Vachadu Pandhem Kodi
6. Veeradhi Veeruda